# Biotopkartierung
Eine Biotopkartierung ist eine Erfassung der Lebensräume in einem bestimmten Gebiet, um diese  hinsichtlich ihrer Bedeutung für den Naturhaushalt zu bewerten.
Hierzu werden vor allem Geoinformationssysteme (GIS) genutzt.
Biotopkartierungen werden meist im Auftrag von Behörden durchgeführt, aber auch von naturschutzinteressierten Privatleuten, etwa in Naturschutzverbänden oder im Rahmen von Forschungsarbeiten.

## Durchführung
Entweder wird das komplette gewählte Gebiet (z. B. die Gemarkung einer Gemeinde) erfasst (flächendeckende Biotopkartierung) oder nur ausgewählte, besonders naturschutzrelevante Landschaftsbestandteile kartiert (selektive Biotopkartierung, abgekürzt SBK). Grundlage ist in jedem Fall die Zuordnung des vorgefundenen Landschaftsausschnitts zu einem oder mehreren vorher definierten Biotoptypen, die in der Regel in einer Kartieranleitung definiert und beschrieben worden sind. Flächendeckende Kartierungen bestehen meist nur aus einer solchen Biotoptypenkartierung und der Aufnahme einiger zusätzlicher Strukturparameter. Bei selektiven Biotopkartierungen werden meist umfassendere Erhebungen durchgeführt, die auch die Erfassung vorkommender Tier- und Pflanzenarten, von Pflanzengesellschaften usw. umfassen können. Meist werden auch Katasterdaten wie Eigentümer, Nutzung, naturräumliche Einordnung usw. erfasst.
In einer oder mehreren Begehungen können z. B. folgende Daten registriert werden:
- Abiotische Faktoren wie Lokalklima, Bodenbeschaffenheit, Exposition gegenüber Immissionen, versiegelte Flächen
- Nutzungsform und -intensität
- Vegetation und Pflanzengesellschaften, auch im Hinblick auf gesetzlich generell unter Schutz stehende Biotoptypen wie etwa Hochmoore oder Sand-Magerrasen
- Fauna und Flora
- Vorhandensein von besonderen Strukturelementen wie beispielsweise:
  - Einzelbäume und Gebüschgruppen
  - Trockenmauern
  - Böschungen
  - Hohlwege
  - Kleingewässer

Eine komplette faunistische und floristische Erfassung des Untersuchungsgebietes übersteigt den Rahmen einer Biotopkartierung. Hierzu wären gezielte Erfassungen über einen längeren Zeitraum, meist mindestens über die Vegetationszeit, nötig. Für jede Organismengruppe wären dies andere Methoden und andere Zeiträume, bei im Gelände nicht bestimmbaren Gruppen weiterhin Fang, Präparation und Bestimmung z. B. der Wirbellosen, was nicht nur die personellen Ressourcen, sondern auch den zeitlichen Rahmen sprengt. Je nach Kartierungszweck kann es ausreichen, Biotope anhand einfach nachzuweisender Leitarten (z. B. Vögel) einzuschätzen.
Ergebnis der Biotopkartierung ist eine Karte, in der die kartierten Biotope abgegrenzt sind, und ein mehr oder weniger umfangreiches Sachdatenverzeichnis mit Tabellen, Artenlisten und den anderen erfassten Parametern. Damit soll eine Bewertung des Gebietes aus naturschutzfachlicher Sicht, heruntergebrochen auf einzelne Teilflächen, möglich werden. Wichtig ist z. B. die Wertung, ob das kartierte Gebiet die Voraussetzung für einen geschützten Biotop nach Naturschutzgesetz oder einen schutzwürdigen Lebensraumtyp gemäß der FFH-Richtlinie erfüllt.
Einen Spezialfall der flächendeckenden Biotop(typen)kartierung stellt die Grundlagenerhebung für ein Biotopwertverfahren dar.

## Ziele
Der Zweck einer Biotopkartierung ist eine Inventarisierung der Landschaft nach naturschutzfachlichen Gesichtspunkten. Diese ist hilfreich für:
- Nachweis schleichender Veränderungen
- Planung von Naturschutzmaßnahmen, speziell auch Ausweisung von Schutzgebieten und Biotopvernetzung
- Unterstützung bei der Eingriffsregelung und der Flurbereinigung
- Bewertungshilfe bei geplanten Eingriffen in die Natur

## Selektive Biotopkartierungen der Bundesländer
In Deutschland werden in allen Bundesländern von den Landesumweltministerien oder diesen nachgeordneten Behörden Biotopkartierungen durchgeführt. Die föderale Organisation des Naturschutzes in Deutschland bringt es dabei mit sich, dass (fast) jedes Bundesland einen eigenen Kartierschlüssel verwendet und die Durchführung und Methodik überall leicht voneinander abweicht, obwohl im Grunde alle Länder mehr oder weniger dasselbe mit ähnlicher Zielsetzung kartieren. Eine Ausnahme bilden dabei mindestens das Saarland und Rheinland-Pfalz durch ihre Zusammenarbeit bei der Biotopkartierung im Nationalparkgebiet Hunsrück-Hochwald. Aufgabe der selektiven Biotopkartierungen ist  neben der Grundlagenerfassung für den Natur- und Landschaftsschutz auch die Erfüllung gesetzlicher oder vertraglicher Pflichten, z. B. Erfassung der gesetzlich geschützten Biotope nach Bundesnaturschutzgesetz (bzw. der Erweiterungen in den jeweiligen Landesgesetzen) oder Erfassung der Lebensraumtypen nach FFH-Richtlinie.
Nachfolgend eine Übersicht über die Biotopkartierungen der einzelnen Bundesländer
- Baden-Württemberg: Offenland-Biotopkartierung[2]
- Bayern[3]
- Berlin[4]
- Brandenburg[5]
- Bremen[6]
- Hamburg[7]
- Hessen[8]
- Mecklenburg-Vorpommern[9]
- Niedersachsen[10]
- Nordrhein-Westfalen[11]
- Rheinland-Pfalz[12][13]
- Saarland: Biotopkartierung durchgeführt (3 Durchgänge). Informationen im Internet finden sich zusammen mit der Biotoptypenkartierung für Rheinland-Pfalz.[12]
- Sachsen: Im Zeitraum 1996 bis 2002 wurde vom Landesamt für Umwelt und Geologie der zweite Durchgang der Selektiven Biotopkartierung (SBK2) im Offenland durchgeführt. Von 2006 bis 2008 wurden die Ergebnisse der SBK2 im Offenland nur in ausgewählten topografischen Kartenblättern in einem dritten Durchgang aktualisiert (SBK3). Ab dem Jahr 2009 wird die selektive Biotopkartierung im Bereich Offenland nicht mehr in der bisherigen Form durchgeführt. Die selektive Biotopkartierung im Bereich Wald erfolgt unter Federführung des Staatsbetrieb Sachsenforst (bis 2000 Landesanstalt für Forsten).[14]
- Schleswig-Holstein: Von 1978 bis 1994 erfolge eine erste landesweite Biotopkartierung; In den Jahren 2014–2019 erfolgte eine landesweite Biotopkartierung unter Federführung des Landesamtes für Landwirtschaft, Umwelt und ländliche Räume (LLUR).[15]
- Thüringen[16]

## Kartendienste
Die Ergebnisse der beschriebenen Kartierungsarbeiten dienen der Erstellung von digitalem Kartenmaterial, das meist im Internet veröffentlicht wird und für Interessierte dementsprechend abrufbereit ist. Oft erfolgt die Darstellung direkt im Browser (Onlineverfahren) und der öffentliche Zugang ist somit beschränkt, auch wenn sich diese digitalen Karten grundsätzlich auch mit Hilfe von Geoinformationssystemen (GIS) auf dem lokalen Computer verwenden ließen. Eine solche Nutzung durch Einbindung des Kartenmaterials in ein GIS ist jedoch (meist) kostenpflichtig. Folgende Links dienen als Hilfestellung:
- Karten- und Informationsdienste des Landesamtes für Umwelt (LfU) Rheinland-Pfalz[18]
- Geoportal des Saarlandes[19]

## Weitere Informationen
- Biotop
- Naturschutz